# The Name of the Game
Singles de ABBA
King Kong Song
(1977) Take a Chance on Me
(1978)
Pistes de The Album
One Man, One Woman Move On
The Name of the Game est une chanson d'ABBA sortie en single en 1977. Ce premier single extrait de The Album se classe dans le Top 10 dans de nombreux pays, atteignant la première place au Royaume-Uni et finissant 12e aux États-Unis.

## Reprises
- Amanda Seyfried chante la chanson sur la bande originale du film Mamma Mia!, suivie de Lily James dans Mamma Mia! Here We Go Again.
- En 2018, la chanteuse Cher reprend la chanson sur son album Dancing Queen.